# Steven van der Hagen
Steven van der Hagen (Amersfoort, 1563 — 1621 (58 anos)) foi o primeiro almirante da Companhia Holandesa das Índias Orientais (VOC). Ele fez três visitas às Índias Orientais, passando seis anos em todas lá. Ele foi nomeado para o Raad van Indië. Van der Hagen protestou contra a dura administração dos gestores, que queriam o monopólio do comércio de cravo e estavam dispostos a lutar contra seus concorrentes espanhóis, portugueses, ingleses ou asiáticos para obtê-lo. Laurens Reael e Steven van der Hagen escreveram com desaprovação sobre como o Heren XVII tratou os interesses e as leis da população das Molucas.
Ambos argumentaram que a Companhia não tinha o direito de obrigar os nativos das Molucas a vender suas especiarias exclusivamente aos holandeses, a menos que estes pudessem fornecê-los em troca com suprimentos adequados de alimentos e roupas a preços razoáveis. Eles insistiam que era melhor, no longo prazo, para os holandeses se contentarem com grandes vendas e pequenos lucros, em vez de lutar por um monopólio rígido e opressor que visava a pequenas vendas e grandes lucros. Além disso, Laurens Reael e Van der Hagen, embora preparados na última extremidade para usar a força contra seus concorrentes ingleses nas Molucas, relutaram em fazê-lo de outra forma, por medo de repercussões desfavoráveis nas relações anglo-holandesas na Europa - uma possibilidade que não ocorreu se preocupe Coen. Por fim, ambos consideraram que poderia ser injusto e insensato excluir à força os comerciantes asiáticos, fossem chineses, malaios ou javaneses, das Molucas.

## Vida
Steven van der Hagen nasceu por volta de 1563 em Amersfoort e foi criado por uma tia, irmã de seu pai, depois que seus pais fugiram para o sul da Holanda devido à revolta holandesa. Steven recebeu uma boa educação que incluiu latim. Quando tinha dez anos, foi visitar seu pai, Andries van der Hagen, em Bruges, e juntos foram para Ypres e Doornik procurar trabalho para ele. Steven começou a trabalhar em uma loja de seda na praça do mercado, antes de retornar a Ypres para receber educação adicional de seu tio Willem van der Hagen.

### Andaluzia
Aos 12 anos, Steven desenvolveu um grande interesse pela Espanha e (sem o conhecimento de seu tio) ele viajou para Calais a pé para pegar um navio lá. O capitão de um navio ouviu dizer que Steven não era um flamengo e perguntou se ele havia fugido de casa. Assim que começaram a conversar, Steven descobriu que cinco mercadores da Antuérpia estavam viajando para a Espanha neste navio. Steven deixou uma boa impressão em um dos mercadores, que o considerou bem-educado, e se ofereceu (sob condições) para levá-lo a Sevilha com ele. Por razões de segurança, Steven não usou seu sobrenome para que ninguém o relacionasse com seu conhecido tio.
Poucos dias depois, Steven foi descoberto por seu primo, que lhe disse para voltar para casa, mas Steven se recusou a desistir de sua viagem porque havia sido espancado por seu tio. O navio partiu em poucos dias com o vento leste. Steven foi contratado por um lojista de linho em Sanlúcar, que tinha uma esposa problemática e difícil. Steven ficou dois anos, até falar bem espanhol. Em uma caminhada por Sevilha, ele conheceu um dos mercadores que o trouxeram para a Espanha. Steven recusou-se a voltar ao serviço e mudou-se para Jerez de la Frontera. No caminho ele ficou com um pastor, que lhe ofereceu leite de cabra e queijo. Em Jerez, Steven conheceu Don Garcia d'Avila, que lhe deu alojamento em seu palácio. Steven assistia touradas na praça do mercado e lutas a cavalo nas ruas.
Em 1578 a Espanha entrou em guerra com a Barbária - vários barcos holandeses lutaram pela Espanha, mas suas tripulações voltaram gravemente doentes e quando receberam o sacramento como parte de seus últimos ritos, para que pudessem ser enterrados em solo sagrado, Steven atuou como intérprete.
Steven conheceu o capitão de um navio de Medemblik, muitos de cuja tripulação morreram de diarreia, e juntou-se à tripulação para a viagem de volta à Holanda. O navio carregou uma carga de sal e partiu em comboio. Quando Steven voltou para a Holanda, ele voltou para Amersfoort e soube que sua mãe havia morrido e seu pai havia se casado novamente.
Com o dinheiro que herdou, ele viajou para a Itália. Em 1587, seu navio foi perdido em Cádis na invasão de Francis Drake. Ele conseguiu voltar para Hoorn e em 1589, ele se casou com Stephania van der Made em Amsterdã em uma cerimônia civil antes do schepenen. Seu casamento na igreja aconteceu alguns meses depois, em Utrecht.

### No mar
- Comerciante e pioneiro do chamado "Straatvaart" para a Espanha pelos armadores da Holanda do Norte (1585–1593). Ele também é conhecido como um capitão de navio, que tão cedo quanto 1587 (em nome de seus clientes de Hoorn ) levou um comboio de 120 últimos, navios de 240 toneladas através dos "straat" (estreito). Isso tornou possível não apenas transportar cargas de trigo mais pesadas, mas também mercadorias mais longas, como mastros de navios.[3]
- Comerciante em dois navios para o Golfo da Guiné (julho de 1597 - março de 1598).
- Almirante de três navios da Compagnie van Verre (1599–1601). Em 1599, Van der Hagen desembarcou em Madagascar - se ele ou outros holandeses a tivessem conquistado nessa época, a história da África do Sul poderia ter sido muito diferente.[4] Em 1600, as três frotas fundeadas em Bantam decidiram negociar e carregar pimenta juntas.[5] Steven van der Hagen navegou de volta para Ambon com 27 soldados. Os sertanejos trataram mais com ele do que com os portugueses. Van der Hagen teve permissão para construir uma fortificação.[6] Em 1603, Frederik de Houtman retornou da Ilha Ambon em um navio capitaneado por Steven van der Hagen, entregando o forte lá para os portugueses.

### A serviço da VOC
No final de 1603, Van der Hagen foi escolhido como almirante da primeira frota da VOC. Por dois meses seus navios - despachados de Amsterdã, Hoorn e Enkhuizen - pararam na costa da Inglaterra esperando um vento favorável. Van der Hagen foi enviado ao mar, com instruções secretas apenas para serem abertas após a saída do porto. Ao ler as instruções irritou-se, pois os "Heren XVII" (os dirigentes) lhe ordenaram que combatesse os espanhóis e portugueses. Outras fontes sugerem que foi a tripulação que ficou com raiva por não ter prestado serviço para lutar.
Depois de seis meses no mar, em 30 de maio de 1604 eles avistaram o Cabo da Boa Esperança. Em seguida, eles sequestraram um navio português carregado de marfim. Em 21 de setembro, os navios chegaram a Goa e um mês depois a Calicut, a cidade de Zamorin. Em 11 de novembro, Van der Hagen chegou a um acordo político para negociar em Kozhikode e Ponnani e prometeu aos Zamorin ajuda contra os portugueses. Na costa indiana foram fundadas as fábricas Masulipatnam (1605) e Petapuli (1606), com o objetivo especial de controlar o grande comércio de algodão, especiarias, pedras preciosas e pigmentos. Após algumas semanas, ele alcançou Pegu e vendeu uma esmeralda soberana. Os holandeses eram fascinados por sua riqueza, mas também pelos crocodilos e elefantes brancos do reino. Em dezembro, seus navios chegaram a Bantam, mas navegaram para Ambon. Com a ajuda da população local, Van der Hagen capturou o forte português em Ambon (25 de fevereiro de 1605) sem qualquer tiro, o primeiro território capturado pela República Holandesa no sudeste da Ásia.
No final do ano, um dos veleiros mais rápidos da frota de Van der Hagen, o Duyfken, um iate comandado pelo capitão Willem Jansz, navegou para o sul e descobriu a costa norte da Austrália, que ele pensou estar conectada a New Guiné. No Golfo de Carpentaria, em homenagem a Pieter de Carpentier, eles desembarcaram. Em 1607, Van der Hagen navegou para as Maurícias, onde se encontrou com Cornelis Matelieff e comeu um dodô, cujo sabor ele notou ser bastante repugnante. 
De volta para casa, ele comprou uma casa em Utrecht no Oude Gracht. Ele falou com o naturalista Carolus Clusius sobre as plantas e animais que viu durante sua viagem. Em 1614, ele navegou para Malabar e Goa para lutar contra os piratas mouros. Ele então partiu para o Mar Vermelho para negociações e em 1615 navegou para o Estreito de Malaca. Em 1616, o almirante Van der Hagen derrotou os portugueses na Península Malaia.
Por causa de sua insatisfação com a governança de Adriaen Maertensz. Block, Van der Hagen convocou uma assembleia lá. Block foi substituído e Van der Hagen (talvez temporariamente) assumiu o comando de Ambon (junho de 1617). Em 1618, ele e seu navio partiram para Pulau Naira (ou Banda-Neira), uma das Ilhas das Especiarias. No final do ano, ele foi nomeado para o Raad van Indië (novembro de 1614 - outubro de 1619). Van der Hagen tornou-se o primeiro conselheiro sob os governadores gerais Gerard Reynst, Laurens Reael e Jan Pieterszoon Coen.
Em 1620, Van der Hagen vivia em Slot Zuylen no rio Vecht ou em Bleyesteyn. Ele foi enterrado em 25 de julho de 1624 em Utrecht, após morrer de peste. Seus descendentes diretos ainda vivem na Holanda, Bélgica, Alemanha e Austrália. As ruas da Holanda têm o nome de Steven van der Hagen em Rotterdam, Amersfoort e Den Helder.